# Canthocamptus insoletus
Canthocamptus insoletus är en kräftdjursart som beskrevs av Claude Chappuis 1928. Canthocamptus insoletus ingår i släktet Canthocamptus och familjen Canthocamptidae. Inga underarter finns listade i Catalogue of Life.